# Bröllopsnatten (film, 1947)
Bröllopsnatten är en svensk komedifilm från 1947 i regi av Bodil Ipsen. I huvudrollerna ses Max Hansen, Sickan Carlsson, Inga Landgré och Lauritz Falk.

## Handling
Det är en stor dag för Albert och Yvonne. De ska nämligen äntligen skiljas. Tillsammans med sina advokater firar de sina nya lyckliga liv utan varann och allt bråk. Men tyvärr så hinner de inte långt innan planen att flytta isär går om intet. De nyskilda får fortsätta att bo i samma hus, bara på olika sidor om en kritstreckad linje. Det hela kompliceras ytterligare av att Albert, som är rädd för Yvonne, har planerat att gifta sig med och flytta in sin nya fästmö...

## Om filmen
Filmen är baserad på pjäsen Bröllopsnatt för tre från 1944 av Vivian Tidmarsh. Pjäsen hade svensk premiär på Boulevardteatern i Stockholm 1946.
Filmen hade biopremiär den 5 februari 1947 på biografen Saga i Stockholm.

## Rollista i urval
- Max Hansen - Albert Lorentz, operasångare
- Sickan Carlsson - Yvonne, Alberts hustru
- Inga Landgré - Mary, Alberts nya hustru
- Lauritz Falk - Rickard Thomsen, Alberts advokat
- John Botvid - Heming, Alberts uppassare
- Julia Cæsar - Anna, Alberts hushållerska
- Sten Hedlund -  Blom, Yvonnes advokat